# Down in the Valley
Down in the Valley és una pel·lícula estatunidenca dirigida per David Jacobson, estrenada el 2005.

## Argument
Tobe (Evan Rachel Wood), jove adolescent al marge de la societat, coneix un dia Harlan (Edward Norton) de qui cau literalment sota el seu encant. Encara que sigui atractiu, és misteriós i inquietant. Wade (David Morse), el pare de Tobe decideix llavors impedir a Tobe veure'l, per por que tingui una mala influència sobre ella. Tanmateix Harlan no està disposat a deixar la seva relació per a tan poc...

## Repartiment
- Edward Norton: Harlan
- Evan Rachel Wood: Tobe
- David Morse: Wade
- Rory Culkin: Lonnie
- Bruce Dern: Charlie
- John Diehl: Steve
- Kat Dennings: April
- Hunter Parrish: Kris
- Aviva: Sherri
- Aaron Fors: Jeremy
- Muse Watson: Bill
- Heather Ashleigh: Shell
- Geoffrey Lewis: Sheridan
- Elizabeth Peña: Gale
- Jennifer Echols: Rita
- Eloy Casados: Jesus
- Roger Marks: Big Hasid
- Ty Burrell: el Xèrif
- Terrence Evans: el director
- Christina Cabot: l'ajudanta de direcció

## Crítica
- "Els actors i el director porten al film tan lluny com poden, fins que la història s'encalla en qüestions massa grans per perdonar. La primera meitat té el to perfecte (...) Puntuació: ★★½ (sobre 4)"[2]